# ローマ略奪 (546年)
ローマ略奪（英: Sack of Rome）とは、紀元546年に東ゴート王国の国王トーティラ（在位541年 - 552年）に率いられた東ゴートの軍勢が、およそ1年間にわたってローマ市内で破壊・略奪を行った事象を指す。これは、東ローマ帝国と東ゴート王国間のゴート戦争（535年 - 554年）での戦いの一つである。

## 概要
ローマは545年末からトーティラ率いる東ゴート軍勢により包囲されていた。ローマを守る東ローマ帝国のマギステル・ミリトゥム（駐屯軍司令官）のベッサスは、包囲されたローマから住民が脱出することを禁じ、また、駐屯軍は備蓄されていた穀物の販売価格を吊り上げて行った。6世紀の歴史家プロコピオスの叙述によれば、裕福でない住民は軍より十分な食料を買うことができなくなって飢饉に陥り、小麦の脱穀殻（糠）や雑草、ネズミや犬、果ては人糞まで食するようになったという。中には殺人に手を染めるものまで出たという。遂に駐屯軍司令官は、住民がローマから脱出することを認めたが、飢餓状態の住民の多くは道中で餓死したり、簡単に敵の手に落ちた。
シチリア島のシラクサに避難していたローマ教皇ウィギリウスは、穀物を満載した輸送艦隊をローマに向けて送るが、テヴェレ川河口で東ゴートの軍勢に阻止され船を奪われる。将軍ベリサリウスに率いられた東ローマ帝国軍はテヴェレ川河口のポルトゥスに布陣するが、軍内部の路線対立や、ベリサリウスが病気を患ったことによりローマ救出は決行されなかった。
そのような状況下の546年12月17日夜、東ゴート軍の兵士がアウレリアヌス城壁を密かによじ登りアジナリア門を内側より開いた。歴史家プロコピオスによれば、東ローマ帝国軍駐屯地で軍務に就いていたイサウリア人兵士が東ゴートと内通していたのが原因の一つだという。東ローマ帝国の守備隊が他の門から逃走してしまったため、アジナリア門から進軍した東ゴート軍勢は抵抗を受けることなくローマ市内に入城した。プロコピオスは、ローマの守備隊のうち残っていたのは500名ほどで、それも各所の教会に避難していたという。この時のローマ側の死者は26名の兵士と60名の市民であったと語っている。ローマ市内で略奪を行ったトーティラは、最終的にはローマを完全に破壊するつもりであったが、イタリア半島南端のアプーリアに布陣する東ローマ帝国軍を追撃するため、結局ローマ市を取り囲むアウレリアヌス城壁の3分の1を破壊するだけにとどまった。
547年、1年間の占領の後去って行った東ゴート軍勢と入れ替わり、ベリサリウスはローマに進駐する。ベリサリウスはアウレリアヌス城壁の迅速な復旧工事を成し遂げ、引き返してきたトーティラを撃退した。